# Rozalinów
Rozalinów – część wsi Maciejów w Polsce, położona w województwie łódzkim, w powiecie zgierskim, w gminie Zgierz. Wchodzi w skład sołectwa Maciejów.
W latach 1975–1998 Rozalinów należał administracyjnie do ówczesnego województwa łódzkiego.